# Hovertravel

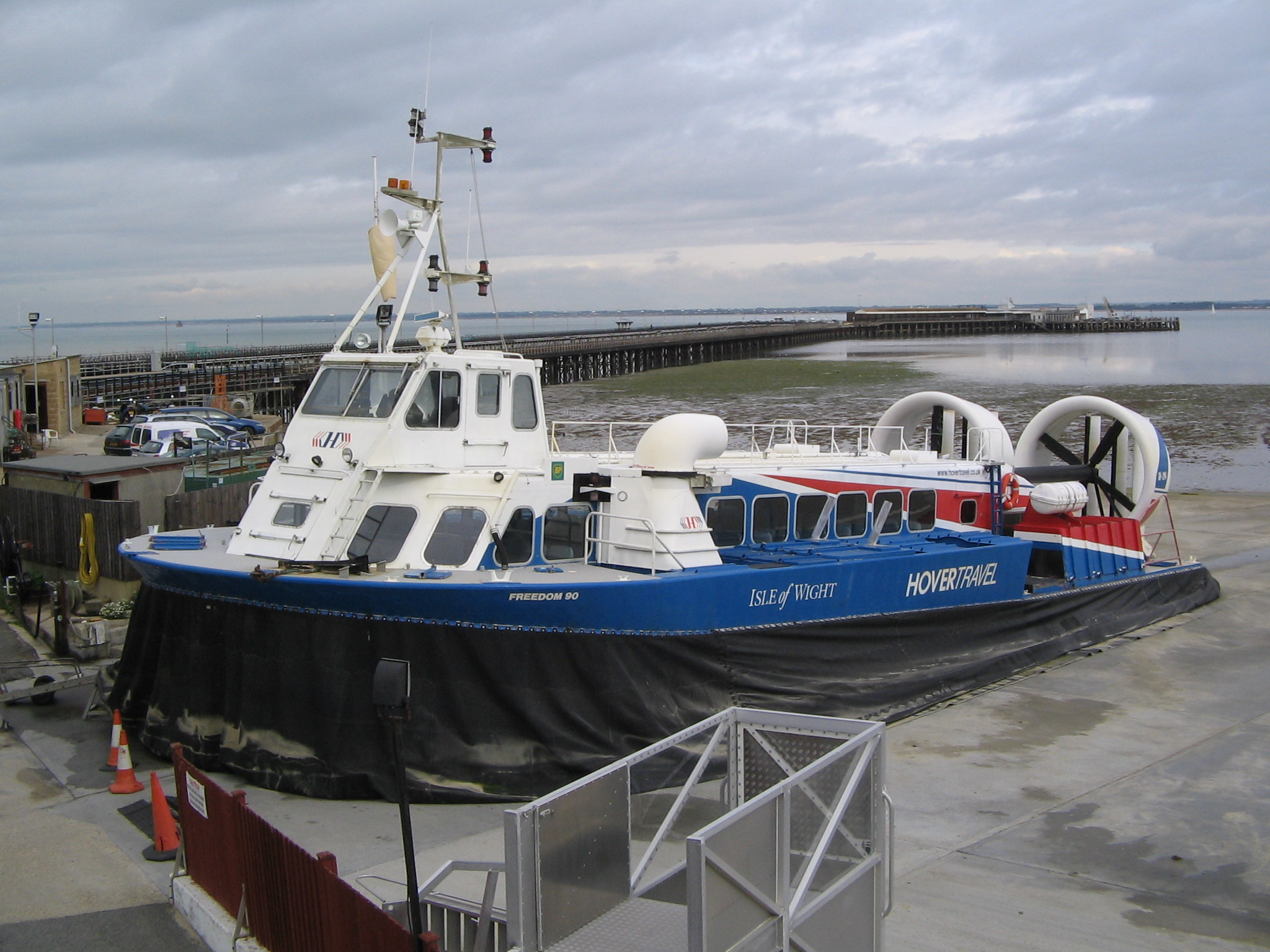
Vaixell "Freedom 90" sèrie AP1-88

Hovertravel és una empresa de transport britànica, filial del grup Bland. Utilitza aerolliscadors. Opera serveis de passatgers a través del Solent entre les ciutats de Southsea, un suburbi de Portsmouth, i Ryde a l'illa de Wight. Seu central a Southsea.

## Història
Durant la dècada de 1950 i principis de 1960, l'inventor britànic Sir Christopher Cockerell, en cooperació amb el fabricant aeroespacial britànic Saunders-Roe, va desenvolupar una nova forma de transport pionera, plasmada en la forma del SR experimental. Vehicle N1, que es va fer àmpliament conegut com a aerolliscador. El fabricant britànic Saunders-Roe va continuar treballant en diversos dissenys d'aerolliscadors, desenvolupant amb èxit múltiples vehicles comercialment viables a mitjans dels anys seixanta. Aquests inclouen el SR. N4, un gran ferri per creuar el canal amb capacitat per a 418 passatgers juntament amb 60 cotxes, i el SR. N5, el primer aerolliscador actiu comercialment.

## Southsea

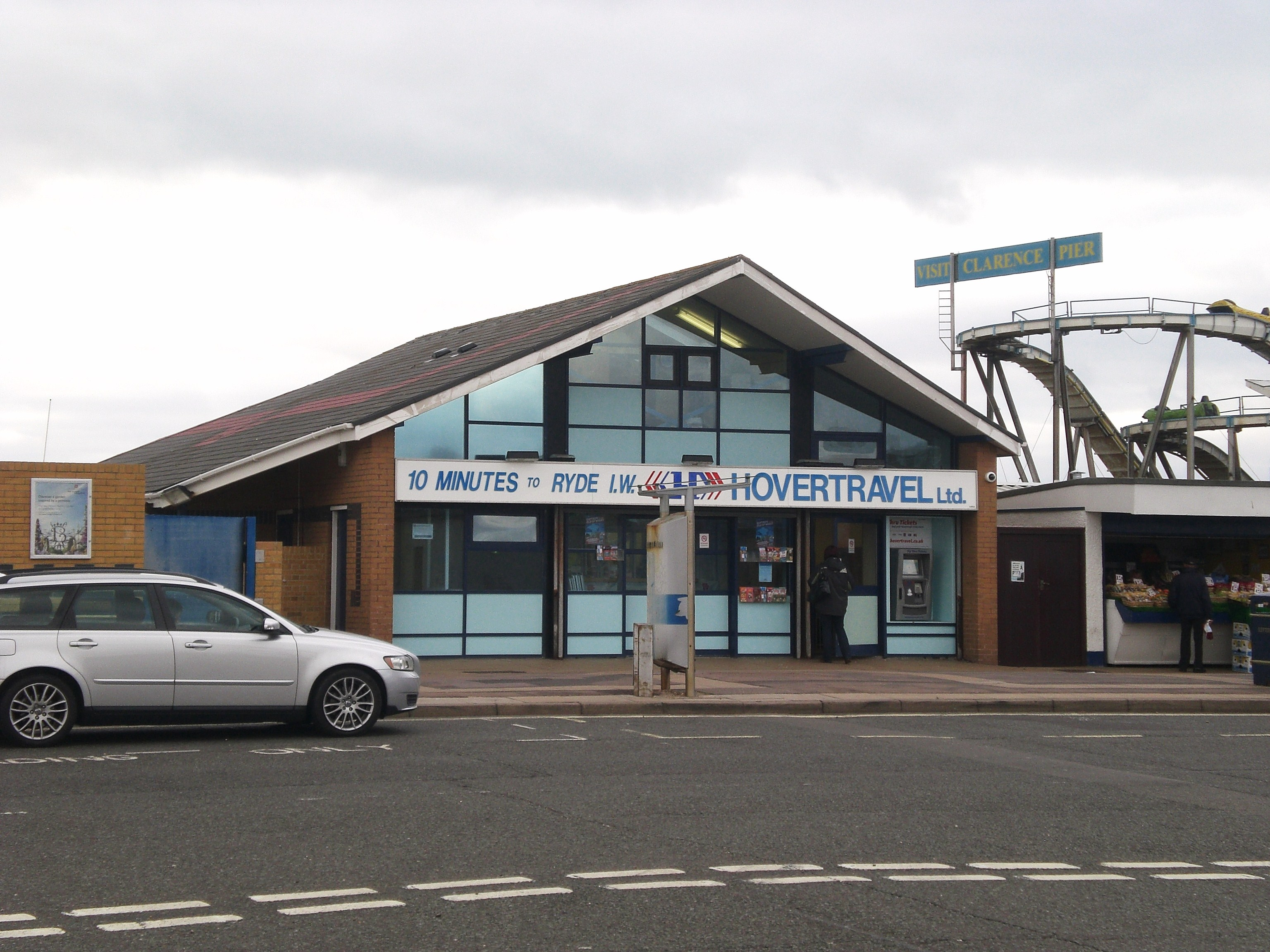
Terminal a Southsea

Els vaixells de la companyia surten de Southsea des d'un desembarcament especial a l'esplanada de Clarence. Les estacions de tren més properes són Portsmouth Harbour i Portsmouth i Southsea, a pocs centenars de metres al nord.

## Recorregut

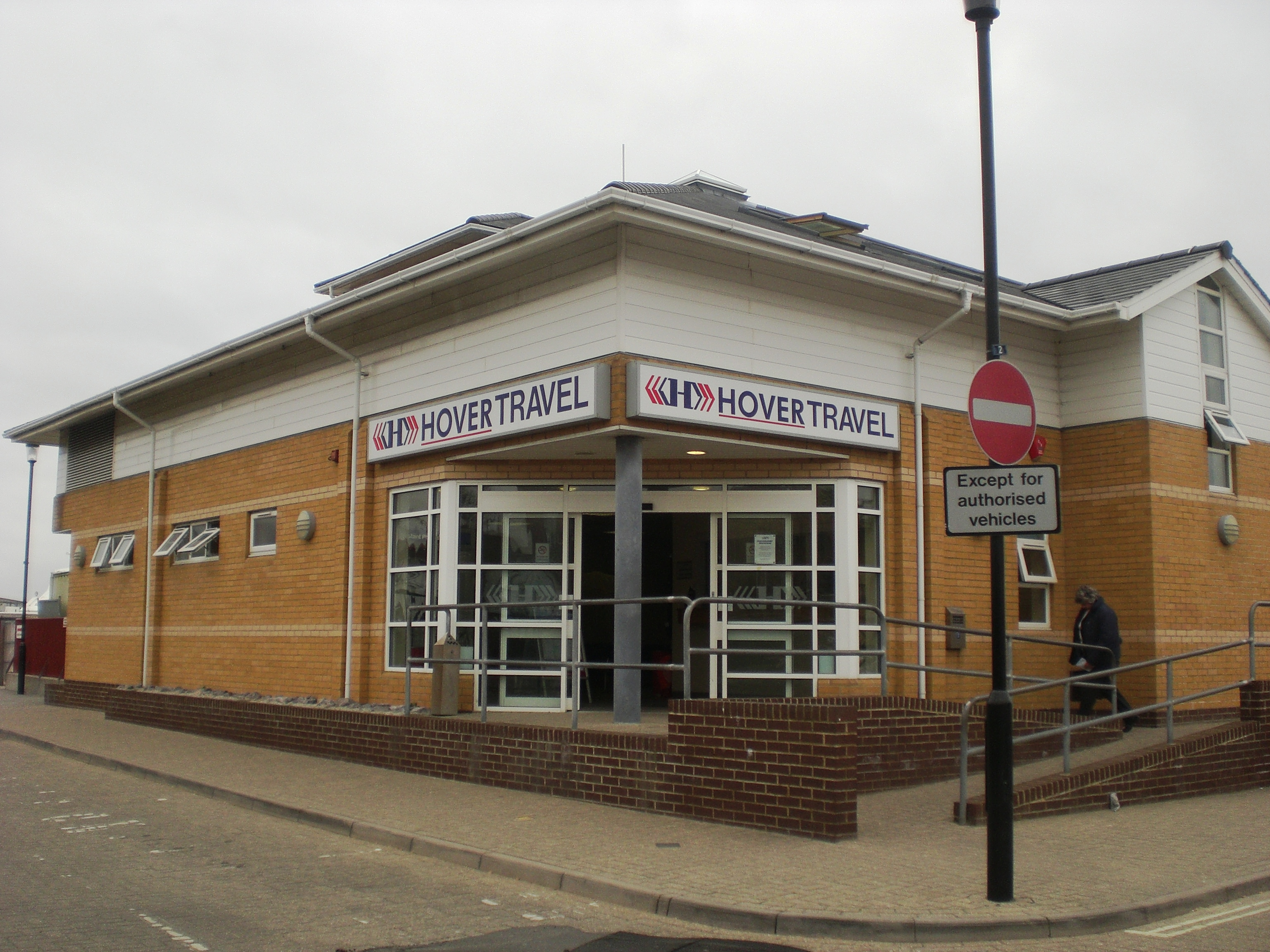
Terminal a Ryde

A Ryde, els vaixells arriben a un desembarcament especial al passeig marítim, molt a prop de l'estació de tren de Ryde Esplanade Island Line. Juntament amb l'estació de tren, l'estació d'autobusos i la parada de taxis, el lloc forma un complex de transport anomenat "Ryde Transport Interchange".

## Flota
Utilitza varis aerolliscadors:
- AP1-88 - "Freedom 90" (des de 1990)
- AP1-88 - "Island Express" (des de 2002)
- BHT130 - "Solent Express" (des de 2007)